# Livre de Thomas
Ne doit pas être confondu avec Actes de Thomas, Évangile selon Thomas ou Évangile de l'enfance de Thomas.

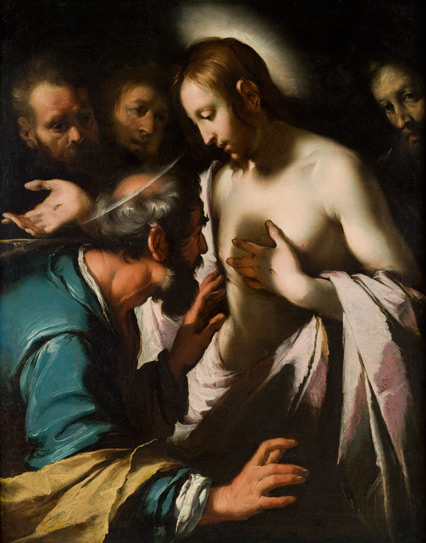
Bernardo Strozzi, Thomas l'Incrédule (vers 1620).

Le Livre de Thomas (ou Livre de Thomas l’Athlète) est un écrit qui fait partie de la bibliothèque gnostique découverte en 1945 à Nag Hammadi, en Haute Égypte, en même temps que l’Évangile selon Thomas. 
Les deux textes se trouvent sur le même codex et leur début est assez semblable, évoquant les « paroles secrètes » qui auraient été révélées par Jésus de Nazareth à l'apôtre Thomas. Celui-ci est présenté comme étant le frère jumeau du Christ. 
Le manuscrit est rédigé en langue copte ; il date du IVe siècle.